# Heidenheim an der Brenz
|  | Heidenheim er også navnet på en købstad i Landkreis Weißenburg-Gunzenhausen, se Heidenheim (Mittelfranken). |
Heidenheim an der Brenz (eller bare Heidenheim) er en by i den tyske delstat Baden-Württemberg i det sydlige Tyskland. Den ligger ved grænsen til Bayern, omkring 17 km syd for Aalen og 33 km nord for Ulm. Heidenheim er administrationsby, og den største by i Landkreis Heidenheim. Heidenheim er handelscenter for Landkreis Heidenheim og hjemsted for industriselskabet Voith. Indbyggertallet passerede 20.000 indbyggere i 1925. Heidenheim har et administrativ samarbejde med kommunen Nattheim.
På toppen af bjerget Hellenstein med udsyn over byen, ligger det vigtigste landemærke Hellenstein Slot.
Beboerne i Heidenheim og dens omgivelser taler et speciel Swabisk dialekt.

## Geografi
Heidenheim ligger mellem 478 og 645 meters højde (moh.) mellem Albuch og Härtsfeld ved den nordlige ende af Schwäbische Alb i en udvidelse af floddalen ved Brenz; den kommer fra Königsbronn hvor den har sit udspring og løber gennem byområdet fra nord mod syd, gennem bydelene Aufhausen og Schnaitheim, gennem centrum, og til sidst gennem bydelen Mergelstetten, hvorfra den fortsæter mod syd mod Herbrechtingen.

### Nabokommuner
Følgende byer og kommuner grænser til Heidenheim an der Brenz (med uret fra nord): Aalen og Neresheim (Ostalbkreis), Nattheim (Landkreis Heidenheim), Syrgenstein (Landkreis Dillingen, Bayern) samt Giengen an der Brenz, Herbrechtingen, Steinheim am Albuch og Königsbronn (alle Landkreis Heidenheim).

### Trafik
Heidenheim ligger ved Brenzbanen som går fra Aalen via Heidenheim til Ulm.
Heidenheim ligger i nærheden af Autobahn A7 men nås også via B 19 og B 466.

## Personer fra byen
- 1863: Alfred Meebold, botaniker, forfatter , anthropolog
- 1891: Erwin Rommel, feltmarskal
- 1911: Dieter Oesterlen, arkitekt i Hannover
- 1933: Walter Kardinal Kasper, Katolsk Kardinal
- 1953: Gerhard Thiele, astronaut